# Георгі Пеєв
Георгі Іванов Пеєв (болг. Георги Иванов Пеев, * 11 березня 1979, Софія, Болгарія) — болгарський футболіст, півзахисник. Відомий виступами за київське «Динамо», російський «Амкар» з Пермі та збірну Болгарії.

## Клубна кар'єра
Вихованець футбольної школи клубу «Локомотив» з рідного міста, у якій навчався з 12 років. 1997 року уклав з клубом професійний контракт, виступав у його складі в чемпіонаті Болгарії протягом 4 сезонів.
На початку 2001 року перейшов до київського «Динамо», у складі якого дебютував у день свого 22-річчя, 11 березня 2001 року, у грі проти маріупольського «Іллічівця» (перемога 2:0). Усього протягом 2001—2006 років у чемпіонатах України відіграв у складі «Динамо» у 85 іграх, 8 разів відзначався забитими голами. Від початку сезону 2005—2006 досить рідко потрапляв до заявки «Динамо» на гру, весняну частину сезону провів у оренді в дніпропетровському «Дніпрі», за який провів 10 ігор. Восени 2006 року виступав здебільшого за динамівський дубль та команду «Динамо-2», а у січні 2007 уклав контракт з представником російської Прем'єр-ліги пермським «Амкаром».

## Виступи за збірні
Після вдалих виступів у складі молодіжної збірної, 1999 року почав викликатися до національної збірної Болгарії. У складі головної команди країни провів 45 ігор. Учасник чемпіонату Європи 2004 року. У ході фінального турніру змагання, на якому збірна Болгарії не змогла подолати груповий етап, провів 2 гри.

## Досягнення
- Чемпіон України (3): 2000—01, 2002—03, 2003—04;
- Володар Кубка України (2): 2002—03, 2004—05;
- Володар Суперкубка України: 2004.